# Eclesiastes
O Livro de Eclesiastes é um dos livros da Tanakh e do Antigo Testamento, considerado uma escritura sagrada por judeus e cristãos. Integra a seção do ketuvim e dos livros poéticos e sua autoria é atribuída a uma figura chamada de pregador, tradicionalmente identificado como o rei Salomão.
É considerado o grande livro da sabedoria judaico-cristã, abordando questões centrais da condição humana. A mensagem geral do texto é de que tudo é vaidade, isto é, a vida é fugaz e incompreensível, e o propósito geral do homem é temer a Deus, obedecer seus mandamentos e aproveitar as pequenas felicidades da vida, como a boa alimentação e o casamento.

## Contexto

### Autoria

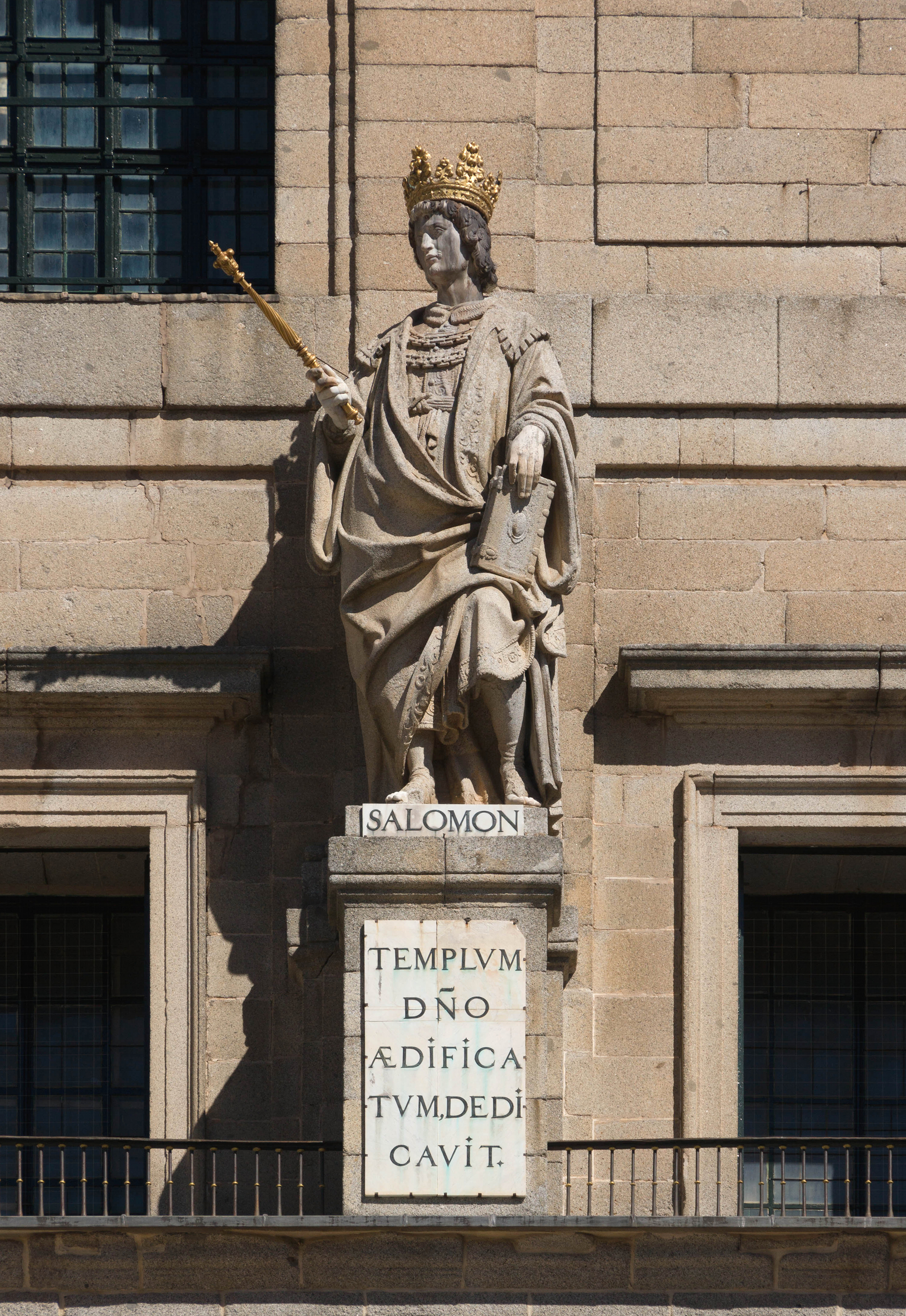
Salomão, tradicionalmente tido como o autor de Eclesiastes.
Estátua na fachada do Mosteiro de São Lourenço do Escorial, na Espanha.

A mensagem do livro é atribuída a uma figura chamada kohelet, termo hebraico que significa "aquele que reúne", sendo que o nome Eclesiastes é uma transliteração da tradução grega dessa palavra. Tradicionalmente, ela é traduzida como "professor" ou "pregador" nas traduções da Bíblia em português.
Segundo a tradição rabínica, o pregador é um Salomão idoso e desiludido com a vida. Há uma tradição alternativa que aponta que o rei Ezequias e seus colegas escreveram a obra, junto com os livros de Isaías, Provérbios e Cantares, mas ela provavelmente sugere apenas que o texto foi editado nessa época. Ainda, o próprio o Eclesiastes insinua a autoria de Salomão, no momento em que afirma que o pregador é «filho de Davi, rei em Jerusalém» (Eclesiastes 1:1) e o mais sábio dos reis de Israel até então.
De qualquer maneira, o consenso acadêmico moderno rejeita a ideia de uma origem anterior ao exílio babilônico. A presença de palavras emprestadas do persa e do aramaico indicam uma data posterior a 450 a.C.. Já a data mais recente possível para sua composição é 180 a.C., quando outro escritor judeu, Jesus, filho de Sirac, o citou. Estudiosos preferem enquadrá-lo no período helenístico (c. 330-180 a.C.), por conta de supostas evidências internas do pensamento e organização social grega principalmente estoicas e epicuristas, ou no período persa (c. 450-330 a.C.), por conta da falta de evidência direta de influência grega.

### Gênero literário

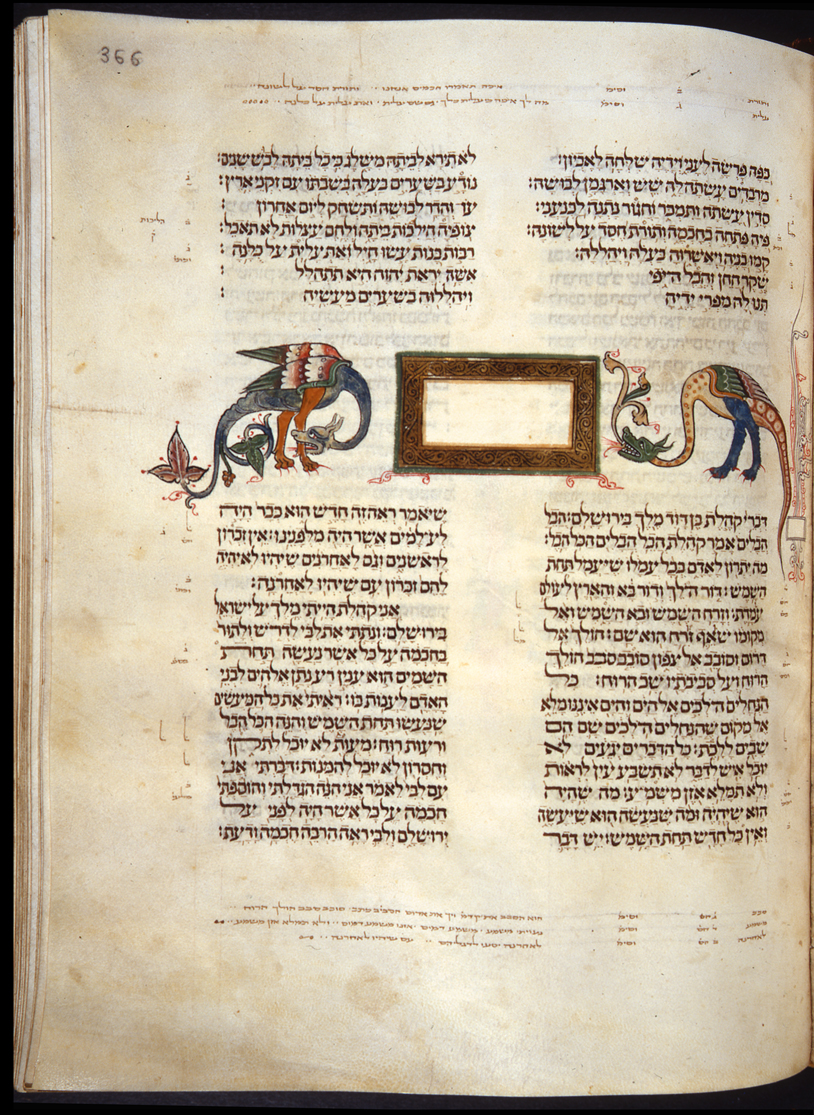
Página de Eclesiastes na Bíblia de Cervera (séc. XIII), na Biblioteca Nacional de Portugal, em Lisboa.

O Livro de Eclesiastes descende de uma tradição de autobiografias míticas do Oriente Médio, da qual figuram também a Instrução de Amenemope, do Antigo Egito, e alguns textos mesopotâmicos. Esse gênero textual baseava-se no relato das experiências de um personagem grandioso, geralmente um rei, donde se tiravam diversas lições de vida com teor autocrítico.
Além disso, o livro figura também como um dos maiores exemplares de literatura sapiencial, um gênero literário popular à época no Oriente Médio baseado na transmissão de diversos conselhos sobre a vida, reflexões sobre seus problemas e seu significado, sendo consumido principalmente por jovens escribas que aspiravam a altos cargos políticos. Além dele, os livros de Jó, Provérbios, Sabedoria de Salomão, Eclesiástico e alguns dos Salmos também figuram nesse gênero, mas o Eclesiastes difere de todos eles pelo seu profundo ceticismo em relação à própria utilidade da sabedoria.

### Canonicidade
A mensagem do Livro de Eclesiastes, marcada pelo pessimismo e pela desilusão com a vida, destoa fortemente da abordagem otimista e redentora característica dos textos bíblicos, pelo que muitos estudiosos passaram a questionar as razões da sua canonicidade. Várias hipóteses foram sugeridas para explicar o porquê os judeus o consideraram uma escritura sagrada, mas nenhuma delas se mostrou plenamente convincente. "Sendo conciso, não sabemos por que ou como este livro acabou em tão estimada companhia", sumariza Martin A. Shields.

## Conteúdo
Vaidade de vaidades, diz o pregador, vaidades de vaidades! Tudo é vaidade.— Eclesiastes 1:2, ACF.
O livro é aberto por um narrador que introduz as «palavras do pregador, filho de Davi, rei em Jerusalém» (Eclesiastes 1:1), que, a partir do segundo versículo, toma o controle da narrativa. Ao longo de todo o texto, ele relata diversos fatos sobre a sua vida, promove questionamentos críticos acerca da condição humana e aconselha diversas vezes o leitor por meio de ensinamentos e provérbios. A sua queixa principal é acerca do caráter aparentemente fútil e incompreensível da realidade, que não apresenta nenhum propósito específico quanto ao seu fluxo natural e, diferente do que se costuma acreditar, não recompensa os atos justos e injustos cometidos pelo homem. Esmerilhando esses problemas, ele conclui afirmando a importância de valorizar as pequenas alegrias da vida, agir eticamente e temer a Deus. Ao final, o narrador faz um resumo breve da mensagem do pregador e do desenrolar da sua vida, concluindo que «De tudo o que se tem ouvido, o fim é: Teme a Deus, e guarda os seus mandamentos; porque isto é o dever de todo o homem. Porque Deus há de trazer a juízo toda a obra, e até tudo o que está encoberto, quer seja bom, quer seja mau.» (Eclesiastes 12:13–14).
Há certo debate acerca da figura do narrador. Alguns argumentam que ele mesmo é o pregador, sendo a narração em terceira pessoa um artifício literário. Porém, a descrição do pregador no epílogo parece indicar que ele foi realmente uma pessoa histórica cujos pensamentos foram preservados pelo narrador.
Ainda, a maior parte dos comentaristas modernos consideram o epílogo, bem como algumas afirmações específicas ao longo do texto, como uma adição de um escriba posterior, provavelmente com o objetivo de tornar o livro mais ortodoxo do ponto de vista religioso (por exemplo, as afirmações sobre a justiça de Deus e a necessidade da fé ou piedade).

### Esboço
O livro pode ser dividido da seguinte maneira:
| Parte | Tema                                               | Versículos |
| ----- | -------------------------------------------------- | ---------- |
| A     | Título                                             | 1:1        |
| B     | Poema inicial                                      | 1:2-11     |
| C     | Investigação do pregador acerca da vaidade da vida | 1:12-6:9   |
| D     | Conclusões do pregador                             | 6:10-11:10 |
| E     | Poema final acerca da juventude                    | 12:1-8     |
| F     | Epílogo                                            | 12:9-14    |

### Mensagem

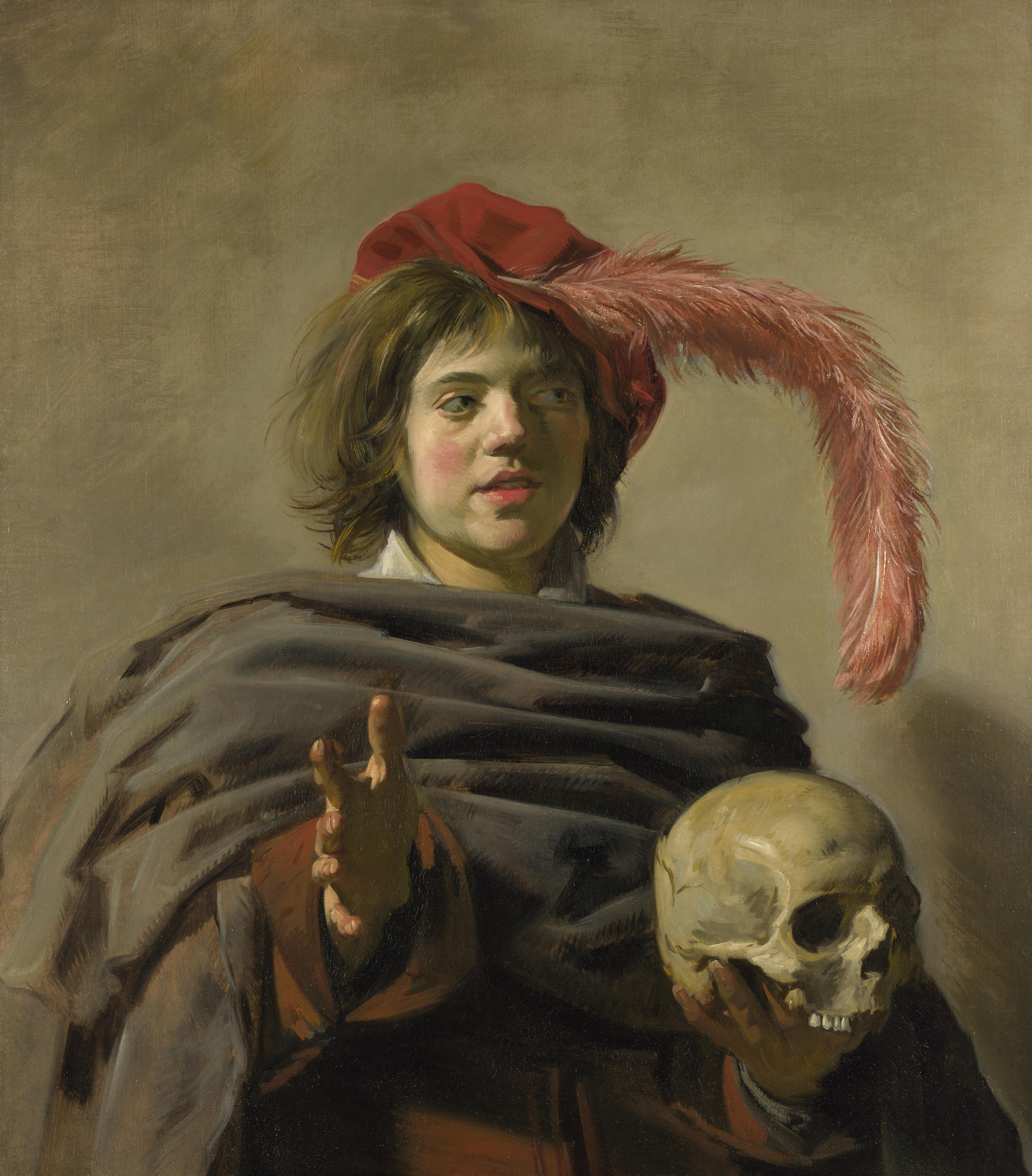
"Retrato de um jovem". "Vanitas" ("vaidade") foi um tema comum da arte ao longo dos séculos e sua origem está nos primeiros versículos de Eclesiastes.
1626. Por Frans Hals, na National Gallery de Londres.

Toda a reflexão crítica promovida pelo pregador se assenta na afirmação geral de que «tudo é vaidade» (Eclesiastes 1:2). No texto original em hebraico, a palavra traduzida geralmente como vaidade é הֲבֵ֥ל (pronuncia-se hevel), aparece trinta e oito vezes ao longo do livro e denota algo como vapor ou fumaça, uma metáfora que descreve a fugacidade e a incompreensibilidade da vida. A ideia é que o homem não pode decifrar a vida "debaixo do sol" (expressão que ocorre vinte e nove vezes no livro) nem alcançar uma forma objetiva e segura de viver em prosperidade permanente: a história e a natureza se movem em ciclos, todos os eventos são predeterminados e inalteráveis, todas as ações humanas levam à "aflição de espírito" e tanto o sábio quanto o tolo morrerão e serão esquecidos. Por meio dessas provocações, o texto convida o leitor a observar sua própria jornada em direção à compreensão e à aceitação das frustrações e incertezas da vida, orientando-o a temer a Deus, tomar atitudes que o agradem e desfrutar dos prazeres que ele lhe oferece.
Essa abordagem complexa, no entanto, discorre em diversos problemas de interpretação, principalmente quando comparada com a mensagem geral do Antigo Testamento. Estudiosos discordam sobre se essa filosofia é positiva ou pessimista e se o pregador é um modelo ou um antimodelo. Além disso, a atitude do pregador, que "duvidou de  todos os aspectos da religião, desde o próprio ideal de retidão até a já tradicional ideia de justiça divina para os indivíduos" faz muitos comentaristas classificarem o livro como um endosso ao ceticismo. Afora tudo isso, algumas passagens de Eclesiastes parecem contradizer outras porções do Antigo Testamento e até ele próprio.
Muitos autores, porém, contornam todas essas dúvidas pela leitura da obra como um registro da atividade reflexiva do pregador, pelo muitos juízos proferidos ao longo do texto possuem caráter apenas provisórios, sendo apenas na conclusão do livro que o veredito final é declarado. Sobre essa linha, as palavras do pregador são incentivos, cujo objetivo é provocar o diálogo e a reflexão em seus leitores.
Por conta de todos esses problemas, o teólogo Roland Murphy comentou que o próprio pregador teria considerado o tempo e a engenhosidade investida em interpretar seu livro como "mais um exemplo da futilidade do esforço humano", baseando-se sobretudo na afirmação do narrador de que «não há limite para fazer muitos livros, e muito estudo é enfado da carne» (Eclesiastes 12:12).

## Impacto cultural

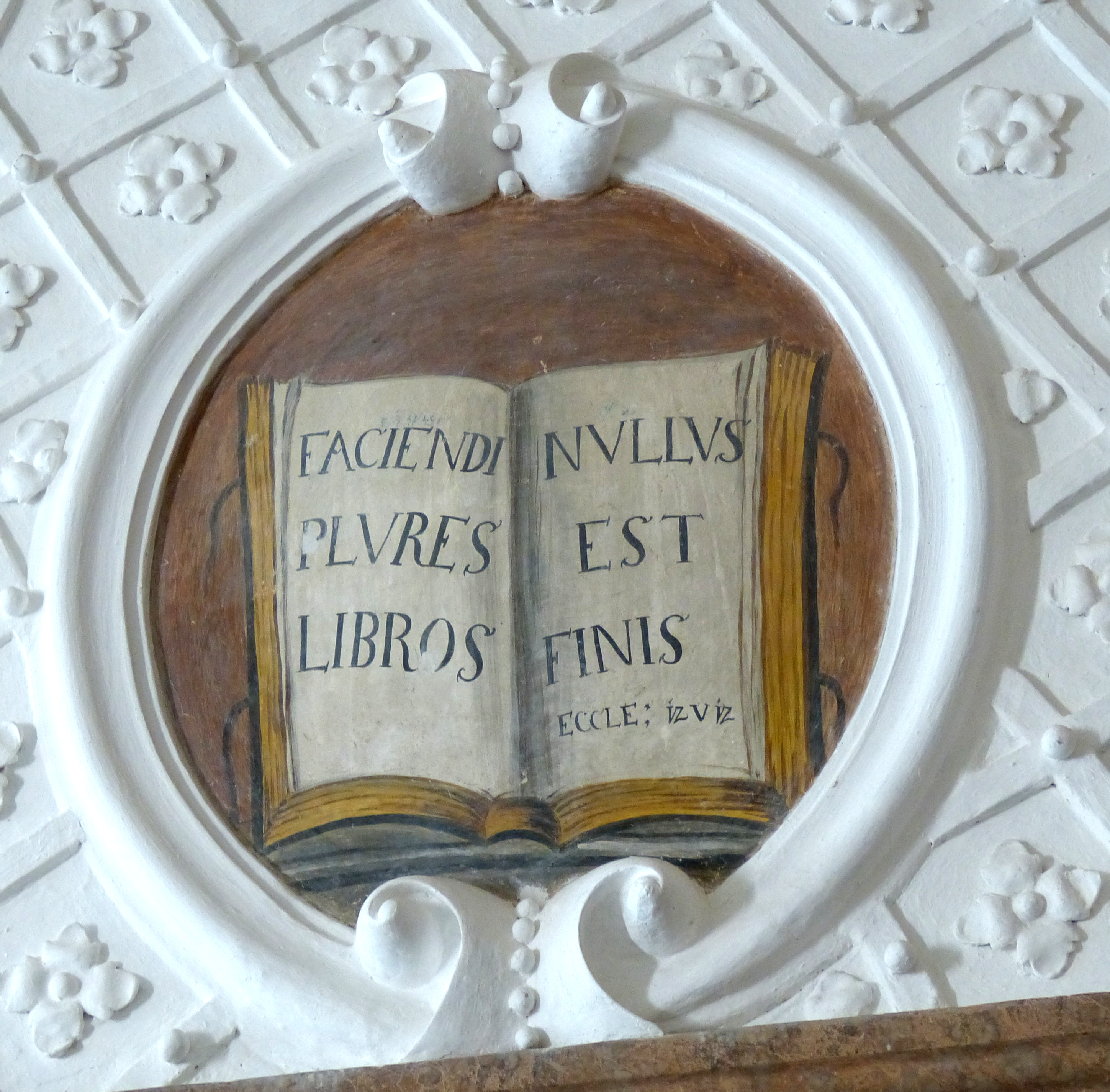
Afresco com a frase "Faciendi plures libros nullus est finis".
1738. Afresco com o motto da biblioteca da Abadia de Herrenchiemsee, na Alta Baviera, Alemanha.

O Livro do Eclesiastes, desde a sua concepção, é frequentemente citado no meio judaico e empregado em diversas cerimônias litúrgicas. Posteriormente, os cristãos se inspiraram em seus ensinamentos para estear boa parte da sua filosofia, tendo sido comentado por diversas figuras como Agostinho de Hipona, Jerônimo, Tomás de Aquino, Papa João Paulo II e Papa Francisco.
O livro foi também reverenciado por diversos intelectuais ocidentais ao longo da história, a exemplo do romancista americano Thomas Wolfe, que o classificou como "a maior obra singular de literatura que eu já conheci", e do romancista brasileiro Machado de Assis, que o mantinha como livro de cabeceira e, segundo José Veríssimo, constante inspiração para a temática de suas obras.
Há ainda alguns leitores que se maravilham com o fato de o pregador, ao longo do texto, descrever perfeitamente o ciclo hidrológico, séculos antes dele ser comprovado cientificamente.

Afora tudo isso, muitas de suas frases ressoam ainda na cultura popular e a sua filosofia serviu de inspiração para diversas temáticas artísticas, como o memento mori, sem contar que diversos autores o consideram um precursor do existencialismo, visto que a mensagem do pregador se assemelha muito às filosofias de Søren Kierkegaard, Arthur Schopenhauer e Friedrich Nietzsche, sendo que este último se inspirou diretamente nele para formular o conceito de eterno retorno.